# Штрак, Иван Игоревич
Иван Игоревич Штрак (род. 1990, Выборг, Ленинградская область, РСФСР, СССР) — российский серийный убийца, совершивший 3 убийства 6 декабря 2004 и 6 марта 2005 года на территории города Выборг и 1 убийство 6 июля 2017 года в городе Тула. Исключительность делу Штрака придаёт тот факт, что 3 из 4 убийств он совершил в 14-летнем возрасте, однако уголовного наказания на тот момент он не понёс. В 2018 году Иван Штрак по обвинению в совершении 4 по счёту убийства был приговорён к 22 годам лишения свободы.

## Биография

### Первые убийства
Иван Штрак родился в 1990 году в Выборге. Имел старшего брата. Отец Ивана ушёл из семьи в конце 1990-х годов, вследствие чего его воспитанием занимались в основном мать и старший брат. В ноябре 2004 года у Ивана неожиданно умерла мать, и он полностью остался на попечении старшего брата, который заявил, что будет оформлять над ним опекунство. 6 марта 2005 года Иван Штрак в лесистой местности на окраине Выборга совершил двойное убийство. Его жертвами стали 13-летняя Екатерина Шкурко и 11-летняя Анна Шибаева, которые учились с Иваном в средней школе № 10. Штрак был знаком со своими жертвами и проявлял знаки внимания к Екатерине Шкурко. Он приглашал Екатерину на совместные прогулки, приходил в гости к ней в квартиру. В начале 2005 года Иван Штрак предложил Екатерине стать его девушкой, но она ответила ему отказом, после чего они практически перестали общаться и видеться. Вечером 6 марта 2005 года Иван Штрак позвонил Екатерине Шкурко и попросил её о встрече. Девочка явилась на встречу с Иваном вместе с Анной Шибаевой, с которой она в тот день проводила время и каталась на горке, расположенной недалеко от дома. Штрак повёл своих жертв в близлежащий лесной массив, расположенный на окраине микрорайона, который местные жители использовали как парк для прогулок. Иван Штрак утверждал, что во время прогулки снова предложил Екатерине Шкурко встречаться с ним и пообещал сделать ей дорогой подарок на праздник «8 Марта», но Екатерина снова отказала ему, после чего он совершил на неё нападение. Екатерина Шкурко оказала Штраку ожесточённое сопротивление, после чего он выхватил нож и нанёс девочке около 10 ударов в область лица, шеи и спины. Анна Шибаева, ставшая свидетельницей убийства, попыталась сбежать от Штрака, но Иван быстро её догнал, повалил на снег и зарезал, нанеся ей 4 удара ножом. У убитых девочек Иван Штрак похитил мобильные телефоны. Трупы девочек обнаружил рано утром 7 марта 2005 года Николай Кириленко, военный врач в отставке, который в тот день шёл к себе на дачу.
В ходе расследования сотрудники милиции быстро установили личность убийцы. Иван Штрак был арестован вечером того же дня в своей квартире. Во время обыска у него был обнаружен мобильный телефон Анны Шибаевой. Телефон Екатерины Шкурко был обнаружен у одного из местных скупщиков, которому Иван его продал за несколько часов до своего ареста. После ареста Иван Штрак полностью признал свою вину и активно способствовал раскрытию преступлений. Помимо признательных показаний в совершении убийства девочек, Иван Штрак после ареста неожиданно признался в совершении убийства своего родного деда — 64-летнего Андрея Андреевича Штрака, который был зарезан в своей квартире при неустановленных обстоятельствах 6 декабря 2004 года. Андрей Штрак являлся криминальным авторитетом в Выборге, который начал свою криминальную карьеру в середине 1960-х годов. В советские годы Андрей Штрак неоднократно подвергался уголовной ответственности и был судим по обвинению в хулиганстве, хранении оружия и наркотических средств. В конце 1980-х годов после выхода закона «О кооперации» и расцвета кооперативного движения, крышевание и рэкет которого приносило большие доходы, Андрей Штрак создал свою преступную группировку, после чего взял под свой контроль в Выборге ряд кафе и предприятий. В постсоветские годы, как и многие авторитетные в криминальном мире люди, Андрей Штрак занялся легальным бизнесом. Иван Штрак утверждал, что в день убийства деда он явился к нему в дом, чтобы вернуть видеокассеты с фильмами и одолжить у него для просмотра партию других. Во время обеда он якобы уронил на пол тарелку с гречневой кашей, после чего дед впал в ярость, оскорбил его, его отца, а также, по версии Ивана, нецензурно высказался в адрес недавно умершей матери Ивана. Наведя порядок в комнате, Иван взял на кухне длинный кухонный нож, подошёл сзади к сидящему на диване деду и нанёс ему несколько ударов ножом в область шеи, спины и затылочной части головы, после чего, по словам Ивана, Андрей Штрак впал в полубессознательное состояние и упал с кресла на пол.
Тело мужчины обнаружил его родной брат Николай вместе со своей женой Нелли. После ареста Ивана и дачи им признательных показаний в совершении убийства родного деда Николай и Нелли Штрак подвергали версию Ивана сомнению. Согласно их свидетельствам, Андрей Штрак, несмотря на пожилой возраст, имел рост 180 см и вес 120 кг, вследствие чего, по их версии, был в состоянии оказать сопротивление 14-летнему внуку. Однако сотрудники правоохранительных органов в ходе расследования обнаружила косвенные улики причастности Ивана Штрака к совершению убийства деда. Факт посещения Иваном деда был доказан на основании показаний свидетелей, видевших Ивана в тот день возле его дома, и детализацией телефонных звонков с мобильного телефона Ивана. Во время осмотра места преступления оперативники не обнаружили следов взлома входной двери дома. Входная дверь в доме Андрея Штрака была снабжена электромагнитами и видеоглазком. Открытие двери осуществлялось с помощью пульта, вследствие чего сотрудники правоохранительных органов пришли к заключению, что своего убийцу Андрей Штрак впустил в дом сам, так как он являлся ему хорошо знакомым человеком. Обстановка на месте совершения убийства выглядела нетронутой, по свидетельству родственницы убитого Нелли Штрак, рядом с телом Андрея Штрака лежала массивная золотая цепь, дорогие часы и два перстня-печатки. В конечном итоге в середине 2005 года ответственность за убийство деда была возложена на Ивана Штрака, и ему было предъявлено обвинение в совершении 3 убийств. В ходе расследования Иван заявил следователям, что совершил убийства девочек из корыстных побуждений, так как он давно мечтал о приобретении мобильного телефона, снабжённого видеокамерой, которым обладала Екатерина Шкурко, однако его версия подверглась сомнению, так как семья Ивана являлась материально обеспеченной, а его дед Андрей Штрак неоднократно делал ему дорогие подарки.
В конце 2005 года по ходатайству адвокатов Штрака ему была назначена судебно-психиатрическая экспертиза, по результатам которой он был признан невменяемым. На основании этого в январе 2006 года по определению коллегии областного суда Иван Штрак был освобождён от уголовной ответственности и направлен на принудительное лечение в психиатрическую клинику с интенсивным наблюдением. После начала принудительного лечения каждые полгода Штрак был обследован специальной врачебной комиссией, которая определяла состояние его психического здоровья. Принудительное лечение в психиатрической клинике с интенсивным наблюдением Иван Штрак проходил 6 лет. В 2012 году комиссия постановила, что психическое здоровье Ивана заметно улучшилось, после чего приняла решение о его переводе на амбулаторное лечение. Выборгский городской суд Ленинградской области, изучив предоставленные больницей документы, принял решение о выписке Штрака, после чего он оказался на свободе. Старший брат Ивана в 2008 году был осуждён за убийство таксиста, которого он хладнокровно задушил, объяснив свой поступок тем, что не имел денег для оплаты поездки, вследствие чего после освобождения Иван Штрак переехал на территорию Тульской области к своей тёте по имени Лидия, где встал на учёт у психиатра и продолжил принимать назначенные ему лекарства на амбулаторной основе.

### Убийство в 2017 году
После освобождения Иван Штрак вёл уединённый образ жизни и избегал публичности. Он проживал на территории Тулы в семье своей тёти. В середине 2010-х годов Иван Штрак освоил профессию мастера по ремонту мобильных телефонов и работал в одном из торговых центров Тулы, откуда уволился в марте 2017 года, после чего стал работать мастером по ремонту телефонов на дому. Официально безработный Иван Штрак планировал заняться предпринимательской деятельностью и пытался для развития бизнеса найти 400 тысяч рублей, однако такую сумму ни один из его знакомых дать ему в долг не согласился. В этот период Штрак не был замечен в проявлении девиантного поведения и характеризовался знакомыми крайне положительно. В начале 2017 года он на своём рабочем месте познакомился с 19-летней Екатериной Фроловой, с которой у него сложились дружеские отношения. Согласно свидетельствам друзей и знакомых Ивана и Екатерины, после знакомства Штрак начал всячески оказывать девушке различные знаки внимания, однако Фролова не была намерена начинать с Иваном интимные отношения. Из показаний близкой подруги Екатерины Фроловой:
Они общались приблизительно полгода либо чуть больше. Катя ничего плохого никогда о нём не говорила. Рассказывала, что он чинит ей телефон, планшет и берёт мало денег за свою работу либо вообще не берёт. Он пытался за ней ухаживать, но она держала его на расстоянии. Кроме дружеских отношений, у них ничего не было.
Сам Штрак впоследствии это подтвердил. Согласно его свидетельствам, за несколько месяцев дружбы с Екатериной Фроловой они виделись около 10 раз. 90 процентов общения, согласно свидетельствам Ивана, сводилось к переписке в социальных сетях. Штрак утверждал, что оказывал девушке услуги по ремонту различных гаджетов, как минимум дважды бесплатно.
8 июля 2017 года Катя вновь обратилась к Ивану за помощью в ремонте мобильного телефона, который она продала их общей знакомой по имени Анастасия Хлебникова, собиравшейся вечером того же дня явиться в квартиру Екатерины за её отремонтированным телефоном. Встретившись около 16 часов, Иван с Екатериной отправились к ней в квартиру, которая была расположена на улице Калинина в городе Тула. Осмотрев телефон, Иван потребовал за ремонт 4 тысячи рублей. Как следует их показаний Ивана, прежде он уже осуществлял для девушки ремонт различных устройств, и Екатерина, по его утверждению, задолжала ему около 6 тысяч рублей. Вместе со стоимостью нового заказа он потребовал у девушки 10 тысяч рублей, однако Фролова якобы не согласилась с этой суммой и назвала Ивана «криворуким», после чего он впал в ярость. Между ними возникла ссора, в ходе которой Иван Штрак имевшимся при нём складным ножом нанёс Екатерине около 10 ударов в область шеи и спины, после чего она скончалась на месте происшествия. Иван был осведомлён о том, что убитая ждала визита Анастасии Хлебниковой, вследствие чего он закрыл комнату, где находился труп Екатерины, и выключил свет в квартире, чтобы скрыть следы преступления от подруги погибшей. Через несколько минут после совершения убийства в квартиру прибыла 19-летняя Анастасия Хлебникова. Девушка приехала со своим молодым человеком, но в квартиру решила подняться одна. Впустив в квартиру девушку, Иван заявил ей, что Фролова принимает ванну, после чего предложил ей пройти внутрь. Как только девушка оказалась впереди Штрака, он с помощью ножа совершил на неё сзади нападение, в ходе которого нанёс ей один удар в область спины, после чего она упала на пол. В этот момент Штрак нанёс лежащей жертве нападения не менее 12 ударов клинком ножа в голову, однако они оказались не смертельными, вследствие чего она продолжала находиться в сознании. Находившуюся в полубессознательном состоянии девушку Иван Штрак вынудил пройти на кухню, где она по его требованию сложила в его сумку принадлежащие ей и Фроловой два телефона фирмы «Apple», ноутбук и имеющиеся при себе деньги. После этого Иван Штрак решил убить Хлебникову и нанёс ей ещё 13 ударов ножом в жизненно важные части тела, однако девушка не умерла. Несмотря на сильную боль, она притворилась мёртвой, после чего Штрак оставил её в покое. Забрав похищенное имущество Фроловой на общую сумму 48 262 рубля и имущество Анастасии на общую сумму 3 669 рублей 20 копеек, Иван Штрак с целью уничтожения изобличающих его улик в совершении преступлений открыл пять газовых конфорок бытовой плиты, пытаясь устроить взрыв в квартире, после чего ушёл с места преступления. Анастасия с множественными телесными повреждениями была обнаружена на месте происшествия её молодым человеком, который остался ожидать её около подъезда. Спустя 40 минут ожидания, он зашёл в подъезд и увидел кровь, которая вытекала из-под входной двери квартиры, после чего проник внутрь, перекрыл конфорки на газовой плите, позвонил в службу спасения и оказал девушке первую медицинскую помощь. Девушка была помещена в реанимацию и впоследствии сумела выжить. Пострадавшая впоследствии в ходе расследования заявила, что во время попытки убийства Иван Штрак никаких требований не выдвигал, сохранял полное самообладание и хладнокровие. Из показаний Анастасии Хлебниковой:
Я вспомнила, что Иван просил у Кати деньги в долг, и решила предложить ему денег за свою жизнь. Он кивнул в знак согласия. Но когда я предложила ему проехать за деньгами, он снова напал с ножом.

### Арест, следствие и суд
Во время совершения попытки убийства Анастасии Хлебниковой Иван Штрак случайно нанёс себе в руку ножевое ранение. Вследствие сильной кровопотери он вечером того же дня был вынужден обратиться в травмпункт Ваныкинской больницы для оказания медицинской помощи. Получив информацию от пострадавшей девушки, сотрудники полиции обзвонили все медицинские учреждения Тулы с просьбой фиксировать данные всех мужчин, обратившихся по поводу резаной раны на руке. Характер травмы и поведение Ивана Штрака сотрудникам медпункта Ваныкинской больницы показались подозрительными, после чего они обратились в полицию. Через несколько минут после звонка Иван Штрак был задержан сотрудниками патрульно-постовой службы полиции. В ходе допроса Штрак признал свою вину в совершении убийства Екатерины Фроловой и свою вину в попытке убийства её подруги, после чего Зареченским межрайонным следственным отделом СУ СК России по Тульской области было возбуждено уголовное дело.
Во время расследования адвокаты Штрака подали ходатайство о проведении судебно-психиатрической экспертизы для установления степени его вменяемости, которое было удовлетворено. В конце 2017 года Штрак был этапирован в «Государственный национальный центр социальной и судебной психиатрии имени Сербского» на территории Москвы, где на протяжении последующих двух месяцев с ним работали специалисты. На основании результатов ряда психиатрических экспертиз в феврале 2018 года Иван Штрак был признан вменяемым и отдающим себе отчёт в совершённых преступлениях. Сам Иван, как и его тётка Лидия, с данным решением не согласились. Расследование уголовного дела было завершено в июне 2018 года, после чего прокуратура утвердила обвинительное заключение и передала уголовное дело в суд.
Судебный процесс открылся в начале августа 2018 года. Во время судебных заседаний были продемонстрированы вещественные доказательства виновности Штрака в совершении убийства, такие как личные вещи погибшей, потерпевшей, личные вещи Ивана Штрака со следами крови, детализации телефонных звонков, фрагменты обоев и линолеума с места преступления, орудие преступления, и даже лоскут кожи убитой. Во время судебных заседаний Штрак, пользуясь правом согласно статье 51 УК РФ, отказался свидетельствовать против себя, но на одном из заседаний были зачитаны его показания, взятые следователем после его ареста. Иван Штрак в ходе судебного процесса принимал в нём непосредственное участие и отвечал на вопросы судьи, адвокатов, а также государственного обвинителя, однако категорически отказался общаться с родственниками своих жертв.
27 августа 2018 года приговором Пролетарского районного суда 28-летний Иван Штрак был признан виновным в совершении преступлений, предусмотренных ч.1 ст. 105 УК РФ (убийство, то есть умышленное причинение смерти другому человеку), п.«в» ч.2 ст. 162 УК РФ (разбой, то есть нападение в целях хищения чужого имущества, совершённое с применением насилия, опасного для жизни и здоровья и с угрозой применения такого насилия, с применением предмета, используемого в качестве оружия, совершённый с причинением тяжкого вреда здоровью потерпевшего), ч.3 ст.30, п.п. «а,з» ч.2 ст.105 УК РФ (покушение на убийство, то есть умышленное причинение смерти другому человеку, совершённое в отношении двух лиц, сопряжённое с разбоем), после чего суд назначил ему уголовное наказание в виде 22 лет лишения свободы с отбыванием наказания в исправительной колонии строгого режима с ограничением свободы на срок 1 год 6 месяцев. Также суд обязал компенсировать моральный вред родителям погибшей — выплатить по миллиону рублей каждому, ещё 500 тысяч — потерпевшей. После вынесения приговора адвокаты Штрака подали кассационную жалобу, однако в декабре того же года Тульский областной суд по результатам рассмотрения апелляционных жалоб осуждённого и его адвоката приговор суда оставил без изменения.

### В заключении
После осуждения достоверных сведений о дальнейшей судьбе Ивана Штрака нет. В августе 2023 года ряд СМИ сообщил, что в исправительной колонии Иван Штрак в конце 2022 или начале 2023 года заключил контракт с «Министерством обороны Российской Федерации» и был отправлен для участия в российском вторжении на Украину, где погиб в одном из боёв в середине 2023 года, однако официального подтверждения этой информации со стороны представителей правоохранительных органов впоследствии не поступило.